# Gurúè
Gurúè – miasto w Mozambiku, w prowincji Zambezia; 130 tys. mieszkańców (2013). Przemysł spożywczy (przetwórstwo herbaty), port lotniczy.